# 4ME
4me (for me) is een Nederlands lifestyleprogramma dat elke woensdagmiddag wordt uitgezonden op RTL 4.

## Seizoenen

### Seizoen 1
Het eerste seizoen (februari t/m juli 2009) werd gepresenteerd door Cynthia Abma. De eerste aflevering presenteerde Abma alleen, halverwege het seizoen werd Geert Hoes toegevoegd als copresentator. Het programma werd twee keer per week uitgezonden: op maandag en vrijdag.

### Seizoen 2
Het tweede seizoen (oktober 2009 t/m juli 2010) werd wederom gepresenteerd door Cynthia Abma en Geert Hoes. Het programma werd vanaf dit seizoen één keer per week uitgezonden (op woensdag). Er was een aantal vaste deskundigen waaronder: Catherine Keyl, Angela Hoogeveen, kok Robert Verweij, beautydeskundige Dorien Schonenberg en wielrenster Leontien van Moorsel.

### Seizoen 3
Vanaf 15 september 2010 was het derde seizoen (september 2010 t/m juni 2011) van 4me te zien. Vanuit een nieuwe studio presenteerde Nada van Nie het lifestyleprogramma, waarin meer de nadruk werd gelegd op bewust leven. Chimène van Oosterhout presenteerde items vanaf locatie. Vanaf januari 2011 was Geert Hoes weer terug bij het programma en presenteerde items vanaf diverse locaties.
Per woensdag 26 januari 2011 nam Chimène van Oosterhout de studiopresentatie voor haar rekening. In maart 2011 volgden een aantal afleveringen waarin de Waddeneilanden werden belicht. Deze afleveringen werden vanaf locatie gepresenteerd door Chimène van Oosterhout en Bas Westerweel. Vaste medewerkers waren kok Robert Verweij, Leontien van Moorsel, voedingsdeskundige Karin de Zoete en Dorien.

### Seizoen 4
Seizoen 4 (september 2011 t/m april 2012) werd gepresenteerd door Chimène van Oosterhout. Bas Westerweel presenteerde aan het begin van het seizoen items op locatie. De rol van locatiepresentator werd vanaf eind 2011 overgenomen door Dirk Taat. Mathijs Vrieze was de nieuwe vaste kok van het programma. In februari en maart 2012 waren de zes waddenspelcials die begin 2011 te zien waren, wederom te zien. Deze buitenspecials werden gepresenteerd door Chimène van Oosterhout en Bas Westerweel.
Vaste medewerkers waren (naast kok Mathijs Vrieze en Dirk Taat) wederom voedingsdeskundige Karin de Zoete en Dorien. Ook Bas Westerweel was nog regelmatig te zien. Hij was toen inmiddels creatief directeur van dierenpark Amersfoort en vanuit dit park kwamen regelmatig uitzendingen.

### Seizoen 5
Seizoen 5 (september 2012 t/m medio 2013) kende weinig veranderingen. Chimène van Oosterhout was weer de centrale presentator. Bas Westerweel en Dirk Taat waren bij het programma betrokken als itempresentatoren. Kok Mathijs Vrieze, voedingsdeskundige Karin de Zoete en Dorien waren ook weer wekelijks te zien en te horen.

### Seizoen 6
Vanaf 30 oktober 2013 t/m 15 januari 2014 was het zesde seizoen te zien. Dit seizoen kent slechts 12 afleveringen. Het presentatieteam en het team van deskundigen is vrijwel gelijk aan seizoen 5, alleen Dirk Taat is niet meer te zien in het programma.